# Stygnus kuryi
Stygnus kuryi – gatunek kosarza z podrzędu Laniatores i rodziny Stygnidae. Nazwany na cześć brazylijskiego arachnologa, A. B. Kury'ego.

## Biotop
Pierwotne lasy deszczowe.

## Występowanie
Gatunek wykazany z północnej Brazylii.